# MSC Orchestra
La MSC Orchestra è una nave da crociera appartenente alla compagnia di navigazione MSC Crociere.

## Caratteristiche
La nave è strutturata come riportato di seguito:
- 16 ponti di cui 13 per passeggeri
- 13 ascensori
- sistema di riduzione delle vibrazioni e insonorizzazione degli ambienti pubblici
- 18 suite con balcone privato
- 809 cabine esterne con balcone di cui 3 per persone diversamente abili
- 173 cabine esterne di cui 2 per persone diversamente abili
- 275 cabine interne di cui 12 per persone diversamente abili
- TV interattiva, mini bar, cassetta di sicurezza, radio, bagno con doccia, fon, cesto di frutta fresca ogni giorno, aria condizionata e riscaldamento, guardaroba, telefono e collegamento Internet senza fili (a pagamento) in tutte le cabine
- attrezzature sportive (minigolf, tennis, percorso jogging, palestra, centro aerobica, centro yoga, piscine)
- attrezzature per il benessere (saune, bagni turchi, talassoterapia, aromaterapia, cromoterapia, salone di bellezza, solarium, vasche idromassaggio)
- strutture di intrattenimento (area teenager, discoteca, sala videogiochi, area bambini, teatro, cinema, casinò, biblioteca, galleria d'arte, galleria fotografica, area negozi)
- strutture per la ristorazione (sushi bar, Internet café, cigar room, enoteca, ristoranti)
- altri servizi (fotografo, centro medico, negozi duty free)

## Servizio
Varata il 9 settembre 2006 nei Chantiers de l'Atlantique di Saint-Nazaire con il nome di MSC Orchestra e consegnata il 30 aprile 2007 alla MSC Crociere, viene trasferita nel mese successivo a Civitavecchia, dove il 14 maggio viene battezzata da Sophia Loren, in presenza anche di Ennio Morricone. 
Nello stesso mese prende servizio per MSC Crociere.

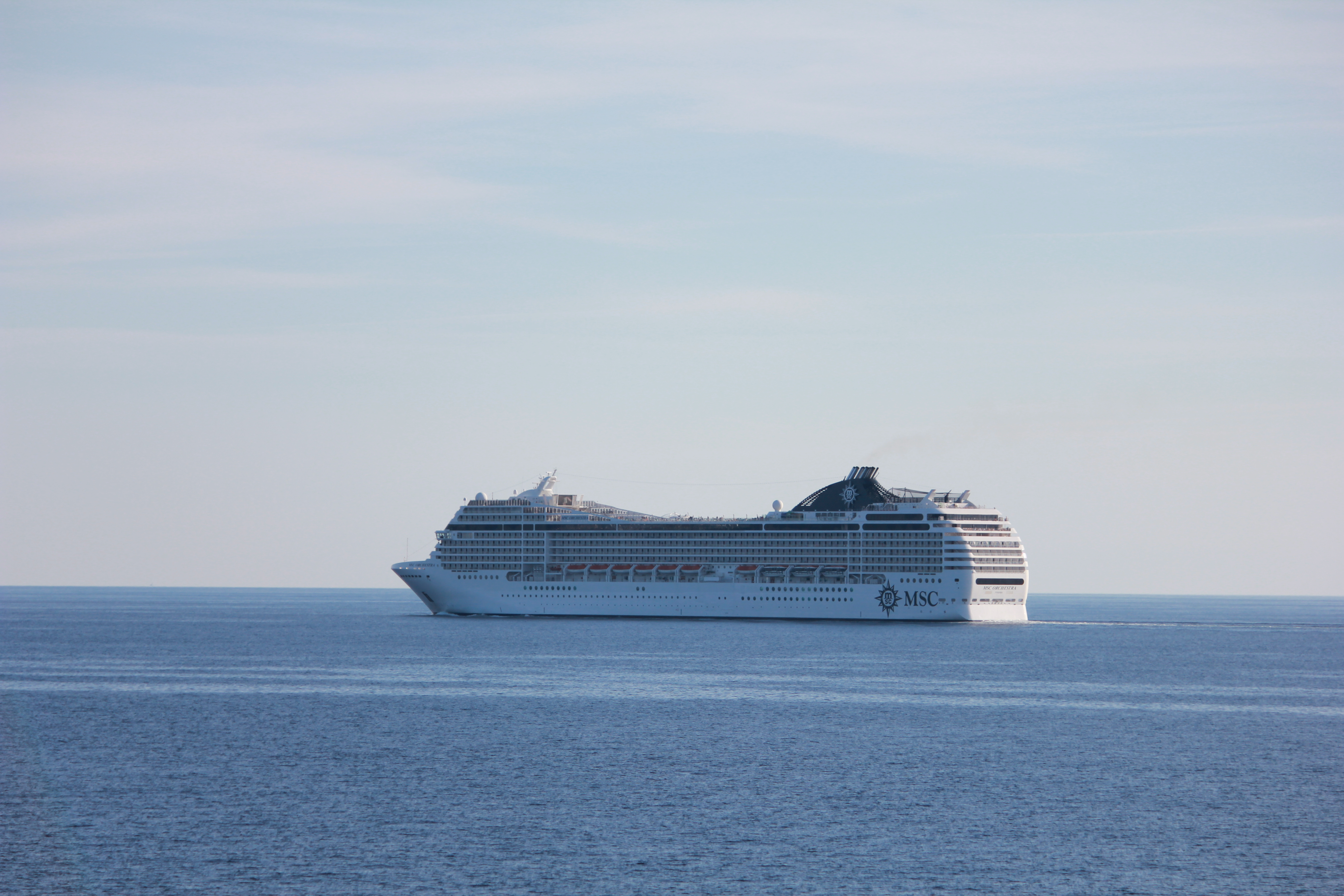
La MSC Orchestra in navigazione al largo di Genova nel 2013.

## Avvenimenti
Il 7 ottobre 2012, a bordo della nave, vengono riscontrati 4 casi di meningite tra membri dell'equipaggio, di cui 2 gravi colpiscono un indonesiano di 32 anni e un italiano di 47 anni originario di Sorrento, un brasiliano e un filippino di 30 anni della sala macchine, ricoverati nel reparto malattie infettive dell'ospedale di Livorno. La ASL 6 e le autorità sanitarie marittime somministrano al personale della nave e ai passeggeri 2.800 dosi di profilassi composte da un antibiotico per gli adulti e uno sciroppo per i bambini. La nave, proveniente da Napoli ha poi proseguito la sua crociera verso Villefranche-sur-Mer in Francia, Valencia e Ibiza in Spagna, Tunisi, Catania e Napoli.

## MSC Orchestranei media
Sulla MSC Orchestra sono state effettuate le riprese del film per la televisione italiana Crociera Vianello, quelle per lo spot pubblicitario di Kimbo Caffè e sono state girate delle scene del film brasiliano SOS - Mulheres ao Mar.
Una crociera su MSC Orchestra fu anche il premio del gioco a quiz di Italia 1 Top One.

## Incidenti
Il 22 febbraio 2019 entra in collisione con la compagna di flotta MSC Poesia a Buenos Aires, riportando tuttavia danni limitati.
Nella notte tra il 2 ed il 3 giugno 2025, durante la navigazione verso Genova, all'altezza di Capo Corso scoppia un incendio nella sala macchine della nave, prontamente assistita dai vicini traghetti Excelsior e Moby Otta. Tuttavia, nonostante gli ingenti danni in sala macchina e l'arrivo del rimorchiatore Montenero in assistenza da Livorno, riprende poche ore dopo la navigazione con la propria propulsione.

## Navi gemelle
- MSC Musica
- MSC Poesia
- MSC Magnifica